# Libro dei Song
Il Libro dei Song (zh. 宋書T, 宋书S, Sòng ShūP) è un testo che raccoglie documenti storici relativi alla dinastia Song del Sud del periodo della storia cinese che è noto sotto il nome di Dinastie del Nord e del Sud. Autore del libro fu Chén Yuē (沈約) (441-513), attivo sotto la dinastia Liang.
Il Libro dei Song, scritto negli anni 492-493, copre il periodo storico dal 420 al 479, e fa parte delle «Ventiquattro Storie», un insieme tradizionale di cronache ufficiali riferite alla storia della Cina. Originariamente composto di 100 capitoli, alcuni di questi andarono perduti e furono ricostruiti in seguito da documenti provenienti dalla Storia delle dinastie meridionali di Lǐ Yánshòu e da altre opere minori.